# Неопалимая купина (объединение)

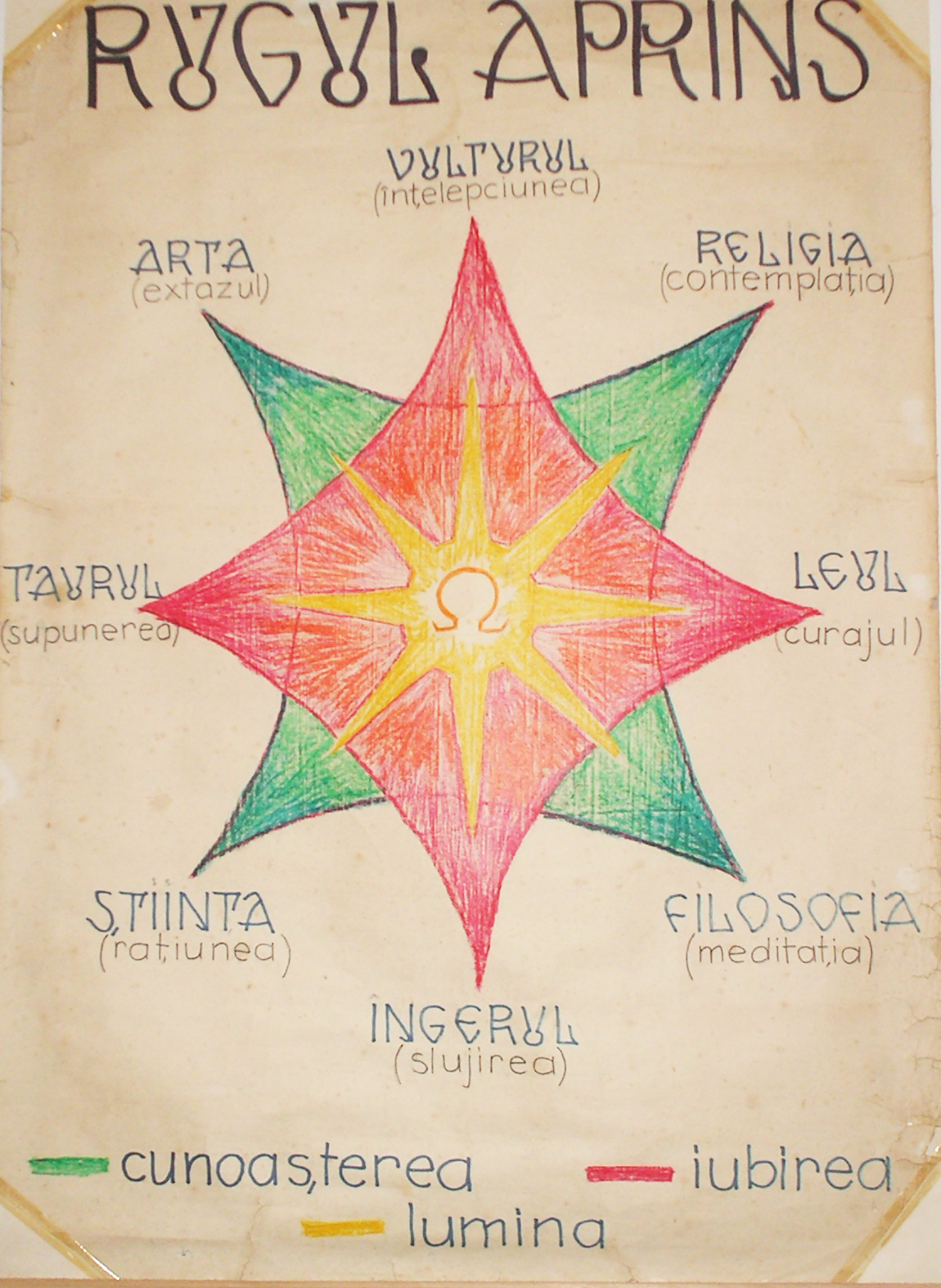

«Неопали́мая купина́» (рум. Rugul Aprins, также «Группа Монастыря Антим», рум. Grupul de la Mănăstirea Antim) — румынское православное объединение, которое сформировалось в 1945 году вокруг монастыря Антим. Символика «Неопалимой купины» представляет вечный огонь веры, который не обжигает, непрестанную молитву Христу.
«Неопалимая купина» начала постепенно складываться с 1945 года. У её истоков стояли поэт и журналист Александру Теодореску, известный под литературным псевдонимом Санду Тудор, и протоиерей (по другим данным, иеромонах) Иоанн Кулыгин по прозвищу Иван Странник, прибывший в Румынию в 1943 году вместе с архиепископом Николаем (Амасийским). Иоанн (Кулыгин) привёз с собой икону «Неопалимая Купина», которая и вдохновила участников встреч в монастыре Антим назвать движение в её честь. Название выражало общий интерес участников движения к исихастскому преданию. Ветхозаветная Неопалимая купина стала символом обожения и непрестанной молитвы. Тот, кто непрестанно молится, подлинно соединяется с Богом. Горит, но не сгорает.
Получив в 1946 году благословение патриарха Никодима, община открыто собиралась в монастыре Антим под названием «Неопалимая Купина Божией Матери» (Rugul Aprins al Maicii Domnului) и действовала до 1948 года, когда она была объявлена вне закона. Ядром общины были светские интеллектуалы и монахи, которые стремились сохранить православные ценности, православные убеждения, очистить Румынскую православную церковь во времена коммунистического атеизма. В «Неопалимую купину» входили монахи и богословы, университетские преподаватели и студенты, учёные и писатели, врачи и деятели искусства, объединённые жаждой общей жизни по вере и радением о судьбе Румынской православной церкви в годы богоборческого коммунистического режима.
Собрания в монастыре Антим происходили еженедельно по четвергам в библиотеке или на крыльце монастыря под председательством тогдашнего игумена отца архимандрита Василия (Василаке). Читались литературные произведения (которые затем комментировались с теологической точки зрения), библейские, святоотеческие и философские тексты или обсуждались различные вопросы из непосредственной, культурной, экономической и социальной действительности послевоенной Румынии. Некоторые темы занятий: «Исихазм», «Иисус Христос — Воплотившийся Логос», «Толкование притчи о бесплодной смоковнице», «Сцена и алтарь». Иоанн (Кулыгин) был нравственной и духовной осью, духовным отцом для всех новорождённых в Иисусовой молитве. Осенью 1946 года Иоанн был арестован советскими властями, осуждён на 10 лет и репатриирован. Его след пропал после 1947 года. Накануне отъезда он поручил Санду Тудору продолжить руководство.
С установлением коммунистической власти в Румынии организация оказалась в поле зрения Секуритате с 1948 года за доброе отношение, проявленное к русским беженцам вообще и к отцу Иоанну в частности. Власти боялись и сближения Церкви и интеллектуалов. Встречи «Неопалимой купины» продолжались до середины 1948 года, после чего распоряжением патриарха Юстиниана прекратились на долгие годы. Большинство насельников монастыря Антим были переведены в другие места, в основном в духовную семинарию при Нямецком монастыре. В 1950 году был арестован и Санду Тудор. Его приговорили к пяти годам лагерей. После освобождения он ушёл в монастырь Рарэу, где постригся в монашество с именем Даниил и стал иеромонахом.
Встречи членов запрещённой организации «Неопалимая купина» продолжались, иеромонах Даниил периодически бывал в Бухаресте, где в квартире учёного и писателя Александру Миронеску проходили встречи учёных, монахов, богословов. Там в ночь с 13 на 14 июня 1958 года он был арестован. Власти инкриминировали группе из 17 человек во главе с иеромонахом Даниилом создание контрреволюционной группировки, планировавшей враждебные действия против коммунистического режима. Санду Тудор был обвинён в организации легионерской группы, вовлечении в свою деятельность «реакционно» настроенных кругов молодёжи. Православная мистика, духовное возрождение, исихазм и Иисусова молитва, — главные темы, занимавшие группу, — были расценены коммунистами как вещи опасные и подрывающие господство новой власти. Участники «Неопалимой купины» были приговорены к различным срокам заключения, а иеросхимонах Даниил как лидер группы — к 25 годам тюремного заключения и к 10 годам поражения в правах за «заговор против социального порядка» и к 15 годам строгого режима за «активную деятельность против рабочего класса». Даниил (Санду Тудор) умер, согласно официальным данным, в тюрьме Айуд 17 ноября 1962 года.